# Æthelburg de Kent
Pour les articles homonymes, voir Æthelburh.
Titre
Reine de Northumbrie
Æthelburg, également appelée Tate ou Tata, est une princesse et religieuse anglo-saxonne de la première moitié du VIIe siècle.
Fille du roi Æthelberht de Kent, elle est la deuxième femme d'Edwin de Northumbrie, qui se convertit au christianisme après leur mariage. Après la mort de son mari, en 633, elle fonde une abbaye à Lyminge, dans le Kent. Elle est réputée sainte.

## Biographie

### Vie séculière
Æthelburg est la fille du roi Æthelberht de Kent et de son épouse, la princesse mérovingienne Berthe. Elle est la sœur d'Eadbald, qui devient roi de Kent à la mort de leur père, en 616. Le roi païen de Northumbrie Edwin demande sa main vers le milieu des années 620, alors qu'il est encore païen. Selon Bède le Vénérable, Eadbald ne consent au mariage de sa sœur avec Edwin qu'à la condition qu'elle et son entourage puissent pratiquer librement le christianisme une fois en Northumbrie. C'est ainsi que le missionnaire Paulin accompagne Æthelburg en tant que chapelain. Bède reproduit dans son Histoire ecclésiastique une lettre adressée à Æthelburg par le pape Boniface V, qui l'exhorte à convertir son mari. Edwin reçoit le baptême en 627 et entreprend la construction de la première cathédrale d'York. Ce mariage joue un rôle important dans la conversion des Northumbriens et crée un lien avec le monde franc de l'autre côté de la Manche. Æthelburg et Edwin ont quatre enfants : deux filles, Eanflæd et Æthelthryth, et deux fils, Uscfrea (ou Wuscfrea) et Æthelhun.
Après la mort d'Edwin à la bataille de Hatfield Chase en 633, la sécurité de sa famille est menacée. Æthelburg s'enfuit avec Paulin et ses enfants et retourne dans son royaume natal. Pour plus de sécurité, elle envoie son fils Uscfrea à la cour de Dagobert, de l'autre côté de la Manche, où il meurt encore jeune.

### Vie religieuse
À son retour dans le Kent, Æthelburg se voit offrir par son frère Eadbald une villa romaine en ruine à Lyminge. Elle y fonde une abbaye, considérée comme le premier monastère du Kent. C'est un monastère double, c'est-à-dire accueillant aussi bien les hommes que les femmes (des membres des deux sexes succédèrent d'ailleurs à Æthelburg à la tête de cette abbaye).
Æthelburg meurt à Lyminge vers 647. Un culte se développe autour d'elle, avec une fête le 8 septembre. Ses reliques sont conservées à la collégiale de Cantorbéry jusqu'à la Dissolution des monastères. Les restes probables de l'abbaye existent toujours à côté de l'église moderne (Saintes-Marie-et-Ethelburga).